# È arrivato il cavaliere
È arrivato il cavaliere è un film del 1950 diretto da Steno e Mario Monicelli.

## Trama
Il "cavaliere" alla testa di un gruppo di ambulanti deve riuscire a salvare il terreno su cui vivono, per farlo si avventura in una serie di episodi comici e surreali dai quali esce sempre vincitore con il celeberrimo motto "Ghe pensi mi". I suoi risultati comportano quasi sempre come effetto secondario le disavventure del commissario alla ricostruzione. Alla fine riesce a salvare il terreno dall'esproprio per la costruzione della metropolitana. Il cavaliere viene infine arrestato e portato via da due "ghisa" milanesi.

## Produzione
Il film è tratto dalla rivista Ghe pensi mi di Marcello Marchesi, Vittorio Metz e Tino Scotti, rielaborata su misura per lanciare il personaggio sul grande schermo.

### Riprese
Il film fu girato in prevalenza a Roma; una scena fu girata a Milano.

## Critica
(Leo Pestelli)
(Giorgio Santarelli)
(Gian Luigi Rondi)
(Fabrizio Gabella)